# Антоњики
Антоњики (пољ. Antoniki) је село у Пољској које се налази у војводству Подкарпатском у повјату Лубачовском у општини Лубачов.
Од 1975. до 1998. године ово насеље се налазило у Пжемиском војводству.